# المور اسمیت
المور اسمیت (انگلیسی: Elmore Smith؛ زادهٔ ۹ مهٔ ۱۹۴۹) بازیکن بسکتبال اهل ایالات متحده آمریکا است.
از باشگاه‌هایی که در آن بازی کرده‌است می‌توان به کلیولند کاوالیرز، میلواکی باکس، و لس آنجلس لیکرز اشاره کرد.